# توم بيترز
توم بيترز (بالإنجليزية: Tom Peters)‏ (و. 1942 – م) هو عالم اقتصاد، وكاتب، من الولايات المتحدة الأمريكية، ولد في بالتيمور، ماريلاند.

## التعليم
تعلم في جامعة ستانفورد، وجامعة كورنيل، وكلية الهندسة في جامعة كورنويل.